# David Wicks
David Wicks (previamente Beale) es un personaje ficticio de la serie de televisión británica EastEnders, interpretado por el actor Michael French del 23 de diciembre de 1993 hasta 1996. Michael regresó a la serie el 1 de diciembre de 2012 y se fue el 13 de enero del mismo año. David regresó de forma permanente a la serie el 26 de septiembre del 2013 hasta el 30 de mayo de 2014.

## Antecedentes
David es hijo de Pat Evans y de su primer esposo, Pete Beale la pareja se divorció y siendo todavía pequeños su madre Pat se casó con Brian Wicks y tanto David como su hermano Simon adoptaron su apellido, poco después se reveló que Brian en realidad era el padre biológico de Simon. Por otro lado su padre se casó de nuevo y tuvo un hijo Ian Beale.
De adolescente David comenzó a salir con Carol Branning y esta quedó embarazada, aunque su familia intentó convencerla de abortar Carol decidió quedarse con la bebé, Bianca sin decirle a nadie acerca de su decisión y David se mudó de Waldford con su familia sin saber que había pasado con la bebé.
Más tarde David, Simon y Pat sufrieron maltrato físico por parte de Brian, su madre comenzó a tener aventuras y a consumir alcohol, por lo que a los 17 años David decidió alejarse de sus padres y se mudó con su nueva novia Lorraine Foster, poco después en 1980 David a los 18 años se convirtió en padre de Joe y dos años después la pareja tuvo a Karen Wicks, sin embargo David comenzó a sentir que se había comprometido muy pronto y empezó a tener varias aventuras, hasta que decidió abandonar a su esposa en 1988 perdiendo contanto con sus hijos.

## Biografía
David decidió irse de Walford luego de que sufriera un ataque al corazón y que su relación con Carol no funcionara.